# Hedy Hug-Rüegger
Hedy (Hug-) Rüegger (* 13. September 1901 im Kanton Zürich; † 5. März 1995 in Bern) war eine Schweizer Zahnärztin und langjährige Aktivistin für Frauenrechte.

## Leben
Hedy Rüegger wurde am 13. September 1901 im Kanton Zürich geboren. Sie studierte Zahnheilkunde an den Universitäten Genf, Zürich sowie Basel und wurde promoviert. Im Jahr 1928 zog sie nach Biel und eröffnete im folgenden Jahr als erste Frau der Stadt eine Praxis unter ihrem Namen. Ein schwerer Unfall zwang sie 1962 zur Aufgabe ihres Berufs. Rüegger hatte den Gewerkschaftsjournalisten Eugen Hug geheiratet.
Hug-Rüegger war auch die erste Frau in der Gesundheitskommission der Stadt Biel. Sie übernahm dort die Präsidentschaft der Sozialdemokratischen Frauengruppe, die sich 1924 nach zweijähriger Pause wiedergegründet hatte. Diese trafen sich bis 1932 im damaligen «Volkshaus» und später im Café Frohsinn. Sie regte Diskussionen über Wahlrecht, Frieden und Abtreibung an.
Anfangs wurden die Sozialdemokratinnen neben der Männerpartei und den bürgerlichen Frauen kaum wahrgenommen. Dies änderte sich im Herbst 1930 im «Bieler Milchkrieg» gegen den Berner Milchhändlerverband. Hug-Rüegger und die Lehrerin Alice Boder-Lauper (1893–1978) wurden die Sprecherinnen in dem mehrjährigen Konflikt. Es gelang ihnen zwölf Bieler Frauenorganisationen aller politischen Richtungen zu einer sorgfältig abgestimmten Kampagne zu vereinen. Im Januar 1931 eröffneten diese die eigene «Central-Molkerei AG» am Bahnhofsplatz, die wieder die im Weltkrieg eingestellten Hauslieferungen aufnahm. Ein weiterer Erfolg war der Zusammenschluss von zehn der zwölf beteiligten Frauenorganisationen zum «Verband der Bieler Frauenvereine» im April 1932. Ein besonderes Problem war, dass sich die Konsumgenossenschaft auf die Seite der Milchhändler gestellt hatte.
Daneben trat Hug-Rüegger auch schweizweit und international für Frauenrechte ein. Mit dem Schweizerischen Verband für Frauenstimmrecht (SVF/ASSF) stritt sie jahrzehntelang für das Frauenstimmrecht in der Schweiz. Im Jahr 1929 konnte eine Petition mit 249'237 Unterschriften übergeben werden. Hug-Rüegger wurde Vizepräsidentin der Berner Sektion des Stimmrechtsverbands («Berner Frauenstimmrechtsverein/Verein Frau und Politik»). Das Frauenwahlrecht wurde jedoch erst 1968 auf kommunaler Ebene und 1971 auf Bundesebene erreicht. Zur Weiterbildung nutzte sie die internationale feministischen Presse und Studienreisen, die sie 1931 mit dem SVF/ASSF nach England und im folgenden Jahr mit dem Verband der Akademikerinnen (SVA/ASFU) in die Sowjetunion führten.
Hug-Rüegger war Mitbegründerin der «Bieler Literarischen Gesellschaft» (heute «Dilit»). Sie wurde 1954 Vorstands- und 1974 Ehrenmitglied der Bernischen Kunstgesellschaft (BKG). Persönlich sammelte sie Werke von Malern und Bildhauern aus der Region.

## Belege
1. 1 2 3 4 5  Anne-Valérie Zuber: Hug-Rüegger, Hedy (1901–1995) (französisch, abgerufen am 30. Januar 2023)
2. 1 2  Margrit Wick-Werder: Der Milchkrieg – Juravorstadt 9. In: Der andere Blick – Stadtrundgang Biel. Frauenplatz Biel, Biel 2002. Bl. 9.

| Personendaten    | Personendaten                                        |
| ---------------- | ---------------------------------------------------- |
| NAME             | Hug-Rüegger, Hedy                                    |
| ALTERNATIVNAMEN  | Rüegger, Hedy (Geburtsname)                          |
| KURZBESCHREIBUNG | Schweizer Zahnärztin und Aktivistin für Frauenrechte |
| GEBURTSDATUM     | 13. September 1901                                   |
| GEBURTSORT       | Kanton Zürich, Schweiz                               |
| STERBEDATUM      | 5. März 1995                                         |
| STERBEORT        | Bern, Schweiz                                        |